# British Columbias premiärminister
British Columbias premiärminister (engelska: Premier of British Columbia) är regeringschef för provinsstyret i den kanadensiska provinsen British Columbia.
David Eby från New Democratic Party är sedan 18 november 2022 provinsens premiärminister.

## Ämbetsbeskrivning
Premiärministern utses av British Columbias viceguvernör och är i regel den folkvalda ledamot av British Columbias lagstiftande församling som är ledare för det största partiet, alternativt det största partiet i en koalition av partier, som har majoritetsstöd. I likhet med Kanadas premiärminister på federal nivå så är ämbetet som British Columbias premiärminister inte specifikt fastställt eller reglerat i någon skriven konstitution eller skriven lag, utan bygger helt på sedvanerätt enligt Westminstermodellen.
På provinsnivå är det enbart viceguvernör, lagstiftande församling och ministrar i allmänhet som omnämns i Constitution Act, 1867, som är den del av Kanadas konstitution som delar upp ansvaret mellan styret i Kanada på federal och provinsiell nivå.
Premiärministern utser sina ministrar som rent formellt godkänns av viceguvernören. I det lokala styret är premiärministern den i praktiken mest inflytelserika befattningen, vilket härleds enbart från förmågan att få stöd för sin agenda i den lagstiftande församlingen.

## Lista över premiärministrar i British Columbia

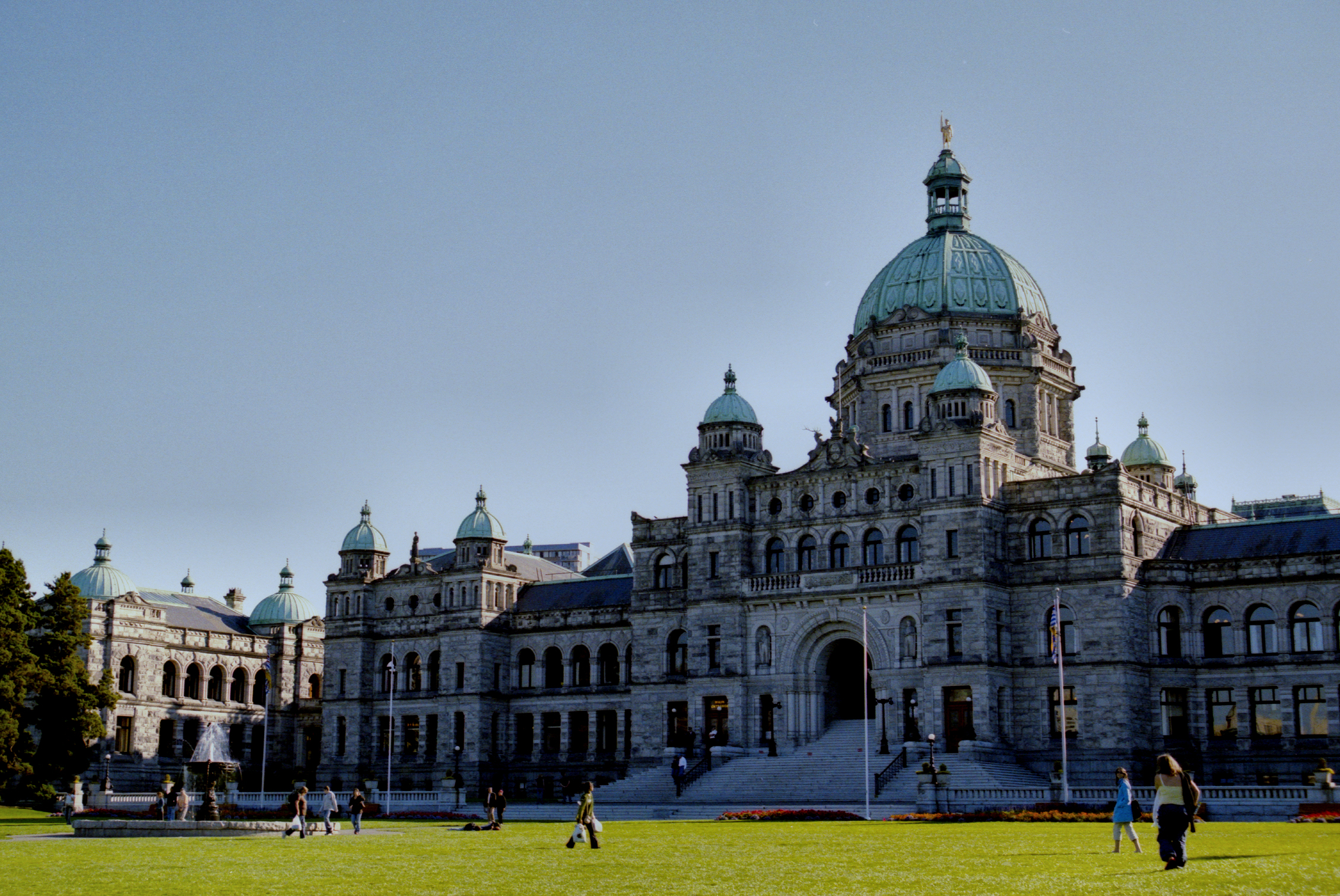
Parlamentsbyggnaden i provinshuvudstaden Victoria.

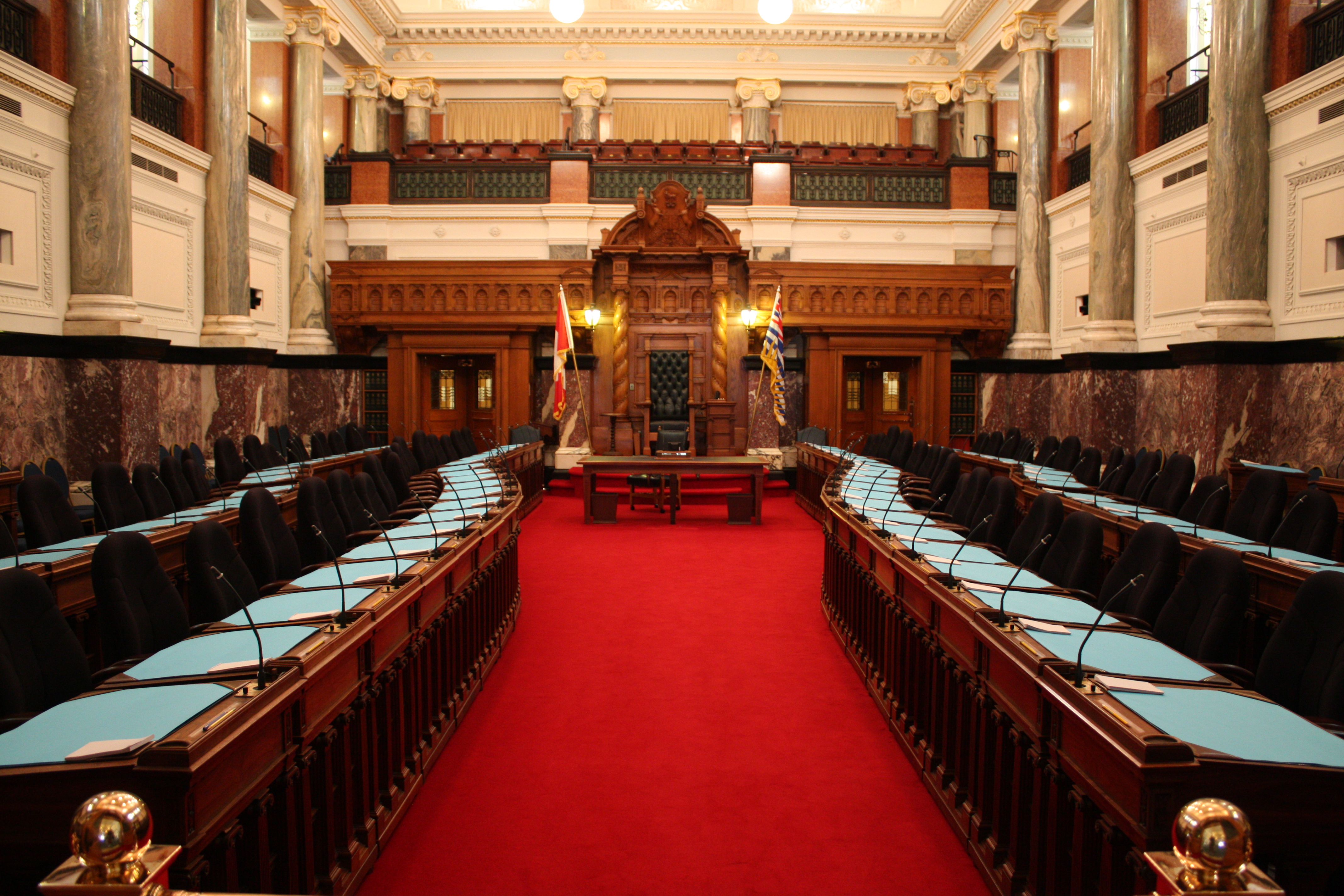
Lagstiftande församlingens plenisal.

| Nr  | Porträtt | Namn                          | Tillträdde        | Avgick            | Parti                | Not   |
| --- | -------- | ----------------------------- | ----------------- | ----------------- | -------------------- | ----- |
| 1.  |          | John Foster McCreight         | 13 november 1871  | 23 december 1872  | partilös             | [ 4 ] |
| 2.  |          | Amor De Cosmos                | 23 december 1872  | 11 februari 1874  | partilös             | [ 4 ] |
| 3.  |          | George Anthony Walkem         | 11 februari 1874  | 1 februari 1876   | partilös             | [ 4 ] |
| 4.  |          | Andrew Charles Elliott        | 1 februari 1876   | 25 juni 1878      | partilös             | [ 4 ] |
| (3) |          | George Anthony Walkem         | 25 juni 1878      | 13 juni 1882      | partilös             | [ 4 ] |
| 5.  |          | Robert Beaven                 | 13 juni 1882      | 29 januari 1883   | partilös             | [ 4 ] |
| 6.  |          | William Smithe                | 29 januari 1883   | 29 mars 1887      | partilös             | [ 4 ] |
| 7.  |          | Alexander Edmund Batson Davie | 29 mars 1887      | 1 augusti 1889    | partilös             | [ 4 ] |
| 8.  |          | John Robson                   | 2 augusti 1889    | 29 juni 1892      | partilös             | [ 4 ] |
| 9.  |          | Theodore Davie                | 2 juli 1892       | 4 mars 1895       | partilös             | [ 4 ] |
| 10. |          | John Herbert Turner           | 4. mars 1895      | 15 augusti 1898   | partilös             | [ 4 ] |
| 11. |          | Charles Augustus Semlin       | 15 augusti 1898   | 28 februari 1900  | partilös             | [ 4 ] |
| 12. |          | Joseph Martin                 | 28 februari 1900  | 15 juni 1900      | partilös             | [ 4 ] |
| 13. |          | James Dunsmuir                | 15 juni 1900      | 21 november 1902  | partilös             | [ 4 ] |
| 14. |          | Edward Gawler Prior           | 21 november 1902  | 1 juni 1903       | partilös             | [ 4 ] |
| 15. |          | Richard McBride               | 1 Juni 1903       | 15 december 1915  | Conservative Party   | [ 4 ] |
| 16. |          | William John Bowser           | 15 december 1915  | 23 november 1916  | Conservative Party   | [ 4 ] |
| 17. |          | Harlan Carey Brewster         | 23 november 1916  | 1 mars 1918       | Liberal Party        | [ 4 ] |
| 18. |          | John Oliver                   | 6 mars 1918       | 17 augusti 1927   | Liberal Party        | [ 4 ] |
| 19. |          | John Duncan MacLean           | 20 augusti 1927   | 21 augusti 1928   | Liberal Party        | [ 4 ] |
| 20. |          | Simon Fraser Tolmie           | 21 augusti 1928   | 15 november 1933  | Conservative Party   | [ 4 ] |
| 21. |          | Thomas Dufferin Pattullo      | 15 november 1933  | 9 december 1941   | Liberal Party        | [ 4 ] |
| 22. |          | John Hart                     | 9 december 1941   | 29 december 1947  | Liberal Party        | [ 4 ] |
| 23. |          | Byron Ingemar Johnson         | 29 december 1947  | 1 augusti 1952    | Liberal Party        | [ 4 ] |
| 24. |          | W. A. C. Bennett              | 1 augusti 1952    | 15 september 1972 | Social Credit Party  | [ 4 ] |
| 25. |          | David Barrett                 | 15 september 1972 | 22 december 1975  | New Democratic Party | [ 4 ] |
| 26. |          | Bill Bennett                  | 22 december 1975  | 6 august 1986     | Social Credit Party  | [ 4 ] |
| 27. |          | Bill Vander Zalm              | 6 augusti 1986    | 2 april 1991      | Social Credit Party  | [ 4 ] |
| 28. |          | Rita Johnston                 | 2 april 1991      | 5 november 1991   | Social Credit Party  | [ 4 ] |
| 29. |          | Michael Harcourt              | 5 november 1991   | 22 februari 1996  | New Democratic Party | [ 4 ] |
| 30. |          | Glen Clark                    | 22 februari 1996  | 25 augusti 1999   | New Democratic Party | [ 4 ] |
| 31. |          | Dan Miller                    | 25 augusti 1999   | 24 februari 2000  | New Democratic Party | [ 4 ] |
| 32. |          | Ujjal Dosanjh                 | 24 februari 2000  | 5 juni 2001       | New Democratic Party | [ 4 ] |
| 33. |          | Gordon Campbell               | 5 juni 2001       | 14 mars 2011      | Liberal Party        | [ 4 ] |
| 34. |          | Christy Clark                 | 14 mars 2011      | 18 juli 2017      | Liberal Party        | [ 4 ] |
| 35. |          | John Horgan                   | 18 juli 2017      | 18 november 2022  | New Democratic Party | [ 4 ] |
| 36. |          | David Eby                     | 18 november 2022  | inkumbent         | New Democratic Party |       |